# العلاقات البرازيلية الإيرانية
العلاقات البرازيلية الإيرانية هي العلاقات الثنائية التي تجمع بين البرازيل وإيران.

## مقارنة بين البلدين
هذه مقارنة عامة ومرجعية للدولتين:
| وجه المقارنة                                              | البرازيل | إيران                    |
| --------------------------------------------------------- | --- | ------------------------ |
| المساحة (كم2)                                             | 8.52 مليون | 1.65 مليون               |
| عدد السكان (نسمة)                                         | 202.66 مليون | 79.97 مليون              |
| الكثافة السكانية (ن./كم²)                                 | 23.79 | 48.47                    |
| العاصمة                                                   | برازيليا، ريو دي جانيرو | طهران                    |
| اللغة الرسمية                                             | برتغالية برازيلية، Brazilian Sign Language ‏ | لغة فارسية               |
| العملة                                                    | ريال برازيلي، كروزيرو ريال برازيلي ‏، كروزيرو البرازيلية (1990–1993)، البرازيلي كروزادو نوفو، كروزادو برازيلي، cruzeiro ‏، كروزيرو البرازيلية (1942–1967)، الريال البرازيلي (قديم) | ريال إيراني              |
| الناتج المحلي الإجمالي (بليون دولار)                      | 2.06 تريليون | 439.51 مليار             |
| الناتج المحلي الإجمالي (تعادل القوة الشرائية) بليون دولار | 3.22 تريليون | 1.36 تريليون             |
| الناتج المحلي الإجمالي الاسمي للفرد دولار أمريكي          | 8.54 ألف |                          |
| الناتج المحلي الإجمالي للفرد دولار أمريكي                 | 15.89 ألف |                          |
| مؤشر التنمية البشرية                                      | 0.754 | 0.766                    |
| رمز المكالمات الدولي                                      | +55 | +98                      |
| رمز الإنترنت                                              | .br | .ir،                     |
| المنطقة الزمنية                                           | | ت ع م+03:30، توقيت إيران |

## مدن متوأمة
في ما يلي قائمة باتفاقيات التوأمة بين مدن برازيلية وإيرانية:
- ترتبط برازيليا مع طهران باتفاقية توأمة منذ 2004.

## منظمات دولية مشتركة
يشترك البلدان في عضوية مجموعة من المنظمات الدولية، منها:
| علم المنظمة | اسم المنظمة                        | تاريخ انضمام البرازيل | تاريخ انضمام إيران |
| ----------- | ---------------------------------- | --------------------- | ------------------ |
|             | الاتحاد البريدي العالمي            | ?                     | ?                  |
|             | يونسكو                             | 4 نوفمبر 1946         | 6 سبتمبر 1948      |
|             | البنك الدولي للإنشاء والتعمير      | 14 يناير 1946         | 29 ديسمبر 1945     |
|             | وكالة ضمان الاستثمار متعدد الأطراف | 7 يناير 1993          | 15 ديسمبر 2003     |
|             | منظمة الشرطة الجنائية الدولية      | ?                     | ?                  |
|             | مؤسسة التمويل الدولية              | 31 ديسمبر 1956        | 28 ديسمبر 1956     |
|             | الأمم المتحدة                      | 24 أكتوبر 1945        | 24 أكتوبر 1945     |
|             | مؤسسة التنمية الدولية              | 15 مارس 1963          | 10 أكتوبر 1960     |
|             | الفريق المعني برصد الأرض           | ?                     | ?                  |
|             | منظمة حظر الأسلحة الكيميائية       | ?                     | ?                  |

## وصلات خارجية
- موقع وزارة الخارجية البرازيلية
- موقع وزارة الخارجية الإيرانية